# Ricoh 5A22
El Ricoh 5A22 es un microprocesador producido por Ricoh para la consola de videojuegos Super Nintendo Entertainment System (SNES) . El 5A22 se basa en el CMD/GTE 65c816 de 8/16 bits, una versión del WDC 65C816 (utilizado en la computadora personal Apple IIGS). Tiene un bus de datos de 8 bits, un acumulador de 16 bits, un bus de direcciones de 24 bits y está basado en la familia de procesadores MOS Technology 6502. 

## Características principales
Además del núcleo de CPU 65C816, el 5A22 contiene hardware de soporte, que incluye: 
- Circuitos de interfaz del puerto del controlador, incluido el acceso en serie a los datos del controlador
- Un puerto de E/S paralelo de 8 bits, que en su mayoría no se utiliza en el SNES
- Circuitos para generar interrupciones no enmascarables en V-blank
- Circuitos para generar interrupciones en las posiciones calculadas de la pantalla
- Una unidad DMA, que admite dos modos principales: 
  - DMA general, para transferencias en bloque a una velocidad de 2.68 MB/s
  - DMA en blanco en H, para transferir pequeños conjuntos de datos al final de cada línea de exploración fuera del período de visualización activo
- Registros de multiplicación y división.
- Dos buses de direcciones separados que controlan el bus de datos de 8 bits: un "Bus A" de 24 bits para acceso general y un "Bus B" de 8 bits principalmente para registros APU y PPU

## Rendimiento
La CPU en su conjunto emplea un bus del sistema de velocidad variable, con tiempos de acceso al bus determinados por la ubicación de la memoria a la que se accede. El bus corre a 3.58 MHz para ciclos sin acceso y al acceder al Bus B y la mayoría de los registros internos, y 2.68 o 3.58 MHz al acceder al Bus A. Funciona a 1.79 MHz solo cuando se accede a los registros de acceso en serie del puerto del controlador. Funciona a aproximadamente 1.5 MIPS y tiene un rendimiento máximo teórico de 1.79 millones de operaciones de 16 bits por segundo.